# Alt Maestrat
L'Alt Maestrat (in castigliano: Alto Maestrazgo) è una delle 34 comarche della Comunità Valenciana, con una popolazione di 8 003 abitanti in maggioranza di lingua valenciana; suo capoluogo è Albocàsser (cast. Albocácer).
Amministrativamente fa parte della provincia di Castellón, che comprende 8 comarche.

## Municipi
|                      | Abitanti | Estensione | Densità |
| -------------------- | -------- | ---------- | ------- |
| Albocàsser           | 1.446    | 82,30      | 16,83   |
| Ares del Maestrat    | 217      | 118,70     | 1,92    |
| Benassal             | 1.332    | 79,60      | 16,83   |
| Catí                 | 861      | 102,30     | 8,38    |
| Culla                | 650      | 116,30     | 5,82    |
| Tírig                | 562      | 42,30      | 13,48   |
| La Torre d'en Besora | 184      | 11,70      | 17,44   |
| Vilafranca           | 2.520    | 93,80      | 27,15   |
| Vilar de Canes       | 176      | 15,90      | 11,64   |
| Totale               | 7948     | 662,90     | 9,59    |